# Bari (província)
A província de Bari é uma província italiana da região da Apúlia com cerca de 1 540 000 habitantes, densidade de 299 hab/km². Está dividida em 48 comunas, sendo a capital Bari.
Faz fronteira a nordeste com o mar Adriático, a sudeste com a província de Brindisi, a sul com província de Taranto, a sudoeste com a Basilicata (província de Matera e província de Potenza) e a noroeste com a província de Foggia.